# کسلا (ایالت)
کسلا (ایالت) (به عربی: ولایة کسلا) یک ایالت در سودان است که در سودان واقع شده‌است.

## خصوصیات
کسلا ۳۶٬۷۱۰ کیلومترمربع مساحت و ۱٬۱۷۱٬۱۱۸ نفر جمعیت دارد.